# Cameo-Parkway
Cameo-Parkway Records war ein US-amerikanisches Plattenlabel aus Philadelphia.

## Geschichte
Bernie Lowe und Kal Mann gründete im Dezember 1956 das Cameo Plattenlabel. Trotz der Namensgleichheit bestand keine Verbindung zu dem gleichnamigen New Yorker Plattenlabel aus den 1920er Jahren. 1958 wurde das Sublabel Parkway eingeführt und 1962 die Konzernfirmierung auf Cameo-Parkway geändert. Der Markenauftritt erfolgte, je nach Land unterschiedlich als Cameo, Parkway oder Cameo-Parkway.
Mit Teen Records hatte Lowe bereits 1955 ein Plattenlabel gegründet, auf dem er einige Aufnahmen von Freddie Bell and the Bellboys veröffentlicht hatte. Dave Appell ergänzte das Team als A & R-Manager.
Als erfolgreiche Musikproduzenten und Songschreiber hatten Lowe und Mann bereits für Elvis Presley (Let Me Be Your) Teddy Bear geschrieben, somit komponierten sie mit Appell viele der frühen Singles des eigenen Labels selber.
Mit den The Applejacks gab es eine eigene Band die auch als Musiker für die Sänger des Labels fungierte und selber Singles veröffentlichte. Lowe spielte bei einigen Aufnahmen Klavier.
Mit Butterfly von Charlie Gracie gelang dem Label 1957 ein landesweiter Nr. 1 Hit.
Durch die räumliche Nähe des ebenfalls in Philadelphia ansässigen Fernsehsenders WFIL-TV mit der landesweit ausgestrahlten Musiksendung American Bandstand konnten sowohl das Label wie auch die Sendung enorm profitieren. Der Moderator und Produzent Dick Clark stellte damit, auch kurzfristig sicher, stets professionelle Künstler im Programm zu haben, Cameo freute sich über den steigenden Bekanntheitsgrad seiner Musiker. 1965 verkaufte Lowe sein Label an den Texaner Al Rosenthal. Im Juli 1967 erwarb Allen Klein die Mehrheitsbeteiligung an dem Label und benannte sie im Februar 1969 in ABKCO Music & Records um. Es folgte ein jahrelanger Rechtsstreit mit Mann, der einige Masterbänder einbehalten hatte und erst 2005 endete.

## Künstler
- Evie Sands
- Charlie Gracie
- Jo Ann Campbell
- Bobby Rydell
- The Dovells
- The Orlons
- Chubby Checker
- Dee Dee Sharp
- The Tymes
- John Zacherle
- Clint Eastwood